# Olímpio Carneiro Viriato Catão
Olímpio Carneiro Viriato Catão (? — 29 de abril de 1858) foi um político brasileiro.
Foi presidente da província do Espírito Santo, de 18 de junho de 1857 a 7 de março de 1858.